# Stockbridge (New York)
Stockbridge ist eine Stadt im US-Bundesstaat New York und liegt am Oneida Creek an der östlichen Grenze des Madison Countys. Beim US-Zensus 2010 hatte die Stadt 2103 Einwohner. Sie ist nach einem Indianerstamm benannt, der hier von etwa 1780 bis 1829 lebte.

## Geschichte
Die Oneida, ein Stamm der Irokesen, waren die ursprünglichen Bewohner der Region. Auf Einladung der Oneida zogen im Jahr 1783 rund 420 Stockbridge-Indianer aus Stockbridge im westlichen Massachusetts in das Gebiet am Oneida Creek im Bundesstaat New York. Auf Anraten ihres Häuptlings Hendrick Aupaumut versuchten sie, sich der Lebensweise der weißen Siedler anzupassen, um in der amerikanischen Gesellschaft zu überleben. Die Stockbridge begannen mit dem Aufbau von Farmen, ihre Frauen spannen die Wolle ihrer Schafe, webten Stoffe und stellten Spankörbe zum Verkauf her. Die meisten Indianer konnten Englisch sprechen und schreiben und waren treue Anhänger der christlichen Missionskirche. Einige von ihnen hatten sogar das Dartmouth College besucht. Um 1800 besaßen die Stockbridge-Indianer eine stabile Gemeinde, die nach dem Vorbild eines ländlichen weißen amerikanischen Dorfes aufgebaut war und New Stockbridge genannt wurde. Trotzdem gab es Probleme mit der wachsenden weißen Bevölkerung, aber auch mit den benachbarten Oneida, so dass Aupaumut einen weiteren Umzug plante. 1818 zogen die ersten Stockbridge nach Westen und die letzten Indianer verließen New Stockbridge im Jahre 1829. Old Hendrick Aupaumut starb 1830, nachdem alle seine Leute in ihrer neuen Heimat in Wisconsin östlich des Lake Winnebago angekommen waren. Heute ist der Stamm unter dem Namen Stockbridge-Munsee Band of Mohican Indians of Wisconsin bekannt, das von ihnen bewohnte Reservat heißt Stockbridge-Munsee Community.
Die ersten weißen Siedler kamen 1791 nach New Stockbridge und einige pachteten Land von den Indianern. 1836 wurde die zukünftige Stadt Stockbridge aus dem Zusammenschluss von Teilen der vier Gemeinden Augusta, Lenox, Smithfield und Vernon gebildet.

## Geografie
Die Stadt besitzt eine Gesamtfläche von 82 km² und liegt auf einer Hochebene, die vom Tal des Oneida Creeks in Nord-Süd-Richtung durchbrochen wird. Der Boden ist fruchtbar und wird hauptsächlich für den Anbau von Hopfen genutzt. Der Oneida Creak ist der größte Fluss im Stadtgebiet und bildet zahlreiche spektakuläre Wasserfälle und Stromschnellen. Im Osten der Stadt gibt es ausgedehnte Ablagerungen von Kalkstein und Gips, die teilweise abgebaut werden.
Die New York and Western Railroad  betreibt eine Bahnlinie, die von Nord nach Süd die Stadt durchquert und eine schöne Aussicht ins Tal des Oneida Creeks bietet. Stockbridge liegt an der New York State Route 46 zwischen den Städten Oneida im Norden und Bouckville im Süden.